# Бішкураєво (Туймазинський район)
Бішкура́єво (рос. Бишкураево, башк. Бишҡурай) — село у складі Туймазинського району Башкортостану, Росія. Входить до складу Бішкураєвської сільської ради.
Населення — 680 осіб (2010; 600 у 2002).
Національний склад:
- башкири — 59 %
- татари — 41 %